# Merrick
Merrick (gael. Mearaig) – najwyższe wzniesienie Wyżyny Południowoszkockiej o wysokości 843 m n.p.m.